# فاكوندو كوبوس
فاكوندو كوبوس (بالإسبانية: Facundo Cobos)‏ هو لاعب كرة قدم أرجنتيني، ولد في 19 فبراير 1993 في Guaymallén ‏ في الأرجنتين. لعب مع بوكا جونيورز.

## وصلات خارجية
- فاكوندو كوبوس على موقع قاعدة بيانات كرة القدم.إي يو (الإنجليزية)
- فاكوندو كوبوس على موقع Soccerway.com (الإنجليزية)